# Енкен, Вадим Борисович
Вадим Борисович Енкен — советский ученый, селекционер зерновых культур.

## Биография
Енкен Вадим Борисович родился в Анапе Кубанской области 24 сентября 1900 г. Его отец, Борис Карлович Енкен, до Октябрьской революции работал агрономом, а после специалистом по селекции полевых культур на Харьковской опытной станции; c 1930 г. он работал заведующим кафедры генетики, селекции и семеноводства в Кубанском сельскохозяйственном институте. Предположительно, именно от отца Вадиму Борисовичу передалась любовь к растениеводству. Мать была домохозяйкой.
Окончил школу Вадим Борисович в г. Харьков. В 1920 г. поступил служить в морскую береговую милицию Анапы и Новороссийска, поскольку по состоянию здоровья имел отсрочку от армии. В 1921 г. был откомандирован в Краснодарский индустриальный техникум, из которого перевелся в Кубанский сельскохозяйственный институт, который окончил в 1925 г. Диплом был посвящен изучению ботанического состава староместных сортов ячменя. С 1925 по 1959 г. работал на Кубанской опытной станции ВИР, пройдя путь от лаборанта (с 1927 г. заведовал отделом ячменя и зернобобовых) до директора станции. Вадим Борисович по совету Н. И. Вавилова начал заниматься соей, поскольку своих сортов в стране ещё не было, а по мнению Вавилова, соя была перспективной культурой для России.
в 1936 г. Вадиму Борисовичу была присвоена степень кандидата сельскохозяйственных наук. В 1956 г. в ВИР Енкен защитил диссертацию на соискание ученой степени доктора сельскохозяйственных наук по теме «Соя (агроботаническая монография)». В 1964 г. ему присвоено звание профессора.
В 1959 г. Енкена Вадима Борисовича приглашают работать в Институт цитологии и генетики. Он переезжает в Новосибирск, в квартиру, предоставленную Институтом. Ученый работал заведующим лабораторией генетических основ селекции растений в институте с 1959 по 1973 г. С 1973 по 1981 г. являлся профессором-консультантом лаборатории. В лаборатории работали с химическими и радиациоными мутагенами, объектом исследования оставалась соя.
В 1967 г. Вадим Борисович Енкен показал, что закон гомологических рядов в наследственной изменчивости Н. И. Вавилова полностью применим к индуцированной мутационной изменчивости. Енкен является автором сортов сои (соя Кубанская 276 и Береговчанка), нута (Кубанский 16, Кубанский 199, Степной 1 и ВИР-32), ярового ячменя (Армавирский 593 и Кубанец) и чины.
Считая себя учеником Н. И. Вавилова, Вадим Борисович сам воспитал высококлассных специалистов, таких как А. Я. Ала, В. В. Рубцов, И. И. Герасименко, Р. И. Гриценко, В. М. Чекуров. Под его научным руководством защищено 9 кандидатских диссертаций.
Вадим Борисович Енкен является атором около 100 научных работ. Основными являются его монографии «Соя» и «Исследование экспериментального мутагенеза в селекции бобовых и других культур» (М.: Колос, 1967), известные среди ученых и селекционеров, а также переведенную и изданную в СССР в 1970 г. по его инициативе и под его редакцией коллективную монографию американских ученых «Соя», в которой представлены работы по генетике, селекции, физиологии, минеральному питанию и агротехнике.

## Научные работы
- Енкен В. Б. Как возделывать сою на Северном Кавказе. //Брошюра. Изд-во «Сев. Кавказ». Ростов-Дон. 1929.
- Енкен В. Б. К изучению инокуляции сои. //Семеноводство. 2-3. 1930.
- Енкен В. Б. Соя и её возделывание на Северном Кавказе. //Брошюра. Изд-во «Северный Кавказ». Ростов-Дон. 1930—1931.
- Енкен В. Б. «Соя». //Сб. «Новые масличные культуры ВИР». 1931.
- Енкен В. Б. Материалы по агротехнике сои. //Использованы в сводной работе Института сои. 1931.
- Енкен В. Б. Соя. М. : Сельхозгиз, 1959. 622 с.
- Енкен В. Б. Использование индуцированных мутаций в селекции зернобобовых // Культура зернобобовых растений. Вопросы биологии, селекции, семеноводства, агротехники и механизации. М. : Колос. 1967. С. 32-37.
- Енкен В. Б. . Использование экспериментального мутагенеза в селекции бобовых и других культур (Краткое пособие по самоопылителям). М. : Колос. 1967. 80 с.

## Награды и звания
За научную и научно-организационную деятельность В. Б. Енкен награждён орденами Ленина и «Знак Почета», а также медалями. В 1981 г. ему присвоено почетное звание «Заслуженный деятель науки и техники РСФСР». За участие в ВДНХ СССР награждён золотой, двумя серебряными и шестью бронзовыми медалями. В условиях военного времени, будучи директором опытной станции, награждён медалью «За оборону Кавказа».